# Мацилевка
Мацилевка — деревня в Ершичском районе Смоленской области России. Входит в состав Сеннянского сельского поселения. Население — 22 жителя (2007 год). 
Расположена в южной части области в 17 км к юго-западу от Ершичей, в 25 км юго-восточнее автодороги А101 Москва — Варшава («Старая Польская» или «Варшавка»). В 21 км северо-западнее деревни расположена железнодорожная станция Понятовка на линии Рославль — Кричев. 

## История
В годы Великой Отечественной войны деревня была оккупирована гитлеровскими войсками в августе 1941 года, освобождена в сентябре 1943 года.